# اتجاه سائد
الاتجاه السائد هو الفكر الحالي واسع الانتشار. وهو يشمل جميع مظاهر الثقافة الشعبية والثقافة الجماهيرية وعادة ما تنشرها وسائل الإعلام. يجب تمييزه عن الثقافات الفرعية والثقافات المضادة، وعلى النقيض المعاكس هي نظرية العبادة [الإنجليزية] والنظريات الهامشية.
تستخدم هذه الكلمة أحيانًا بمعنى ازدرائي من قِبل ثقافات فرعية ينظرون إلى الثقافة السائدة ظاهريًا على أنها ليست حصرية فحسب، بل تكون أقل أهمية فنياً وجمالياً.
يشار إلى الولايات المتحدة، والكنائس الرئيسية في بعض الأحيان بشكل مترادف بأنها «التيار الرئيسي».